# Учёный за рулём
«Учёный за рулём» (англ. Road Scholar) — американский документальный фильм 1993 года, снятый режиссёром Роджером Вайсбергом.

## Сюжет
Писатель, журналист, университетский профессор Андрей Кодреску, эмигрант из Румынии, ставший гражданином США, получает водительские права и отправляется в дорожное путешествие через всю страну. Путешествуя на красном Кадиллаке 1968 года, он исследует свободу и многогранность Америки в слегка ироничном и трогательном тоне. Особо освещены посещения Нью-Йорка, Камдена, Детройта, Чикаго, Лас-Вегаса и Сан-Франциско.

## Интересные факты
В фильме в роли самого себя появляется также американский поэт Аллен Гинзберг.

## Награды
Фильм получил две награды: CINE Golden Eagle на CINE Competition в 1992 году и Golden Space Needle Award на Международном кинофестивале в Сиэтле (Seattle International Film Festival) в 1993 году. Также был номинирован на соискания гран-при жюри кинофестиваля Сандэнс.